# Ischaemum tumidum
Ischaemum tumidum là một loài thực vật có hoa trong họ Hòa thảo. Loài này được Stapf ex Bor mô tả khoa học đầu tiên năm 1952.